# Naultinus stellatus
Naultinus stellatus är en ödleart som beskrevs av  Hutton 1872. Naultinus stellatus ingår i släktet Naultinus och familjen geckoödlor. Inga underarter finns listade i Catalogue of Life.